# Las aventuras de Marcelo
Las aventuras de Marcelo es una película en colores de Argentina dirigida por Francisco Vasallo que, producida en 1969, nunca fue estrenada comercialmente y que tuvo como protagonistas a Ubaldo Martínez, Osvaldo Terranova, Vico Berti y Patricia Villalobos.

## Reparto
- Ubaldo Martínez
- Osvaldo Terranova
- Vico Berti
- Patricia Villalobos